# Акацука, Киёси
Киёси Акацука (яп. 赤塚 忠 Акацука Киёси, 9 апреля 1913 года — 28 ноября 1983 года) — специалист по философии, истории и письменным памятникам древнего Китая. Занимал должность постоянного учёного секретаря Японской ассоциации востоковедения, председателя правления Японского общества изучения Китая и Японского общества изучения (иньских) письмён на костях. Награждён Орденом Восходящего солнца III степени.

## Биография
Киёси Акацука родился в 1913 году в префектуре Ибараки. В 1936 году он закончил отделение китайской философии и литературы Токийского Императорского университета, стал профессором подготовительного отделения и кафедры литературы университета Кобе. В 1961 году получил степень доктора литературы за диссертацию «Изучение культуры эпохи Чжоу» (яп. 周代文化の研究 Сю:дай бунка-но кэнкю:). В 1962 году участвовал в написании двухтомника «Мыслители Китая» (глава «Лю Ань»). В 1964 году занял должность профессора на кафедре литературы Токийского университета, а также принимал участие в комплексном изучении системы даосских идей доциньского периода. В 1975 году Акацука стал почётным профессором Токийского университета. Умер в 1983 году.
Полное собрание его научных трудов составляет 7 томов. В число его работ входят:
- Комментарий и перевод «Чжоу и» и «Шан шу». Токио, 1959.
- Исследование и перевод иньских надписей на бронзе. Токио, 1959.
- Перевод «Чжуан-цзы» с комментариями. Токио, 1961.
- Перевод «Да сюэ» и «Чжун юн» с комментариями. Токио, 1964.
- Перевод «И-цзина» с комментариями. Токио, 1974.
- Древняя религия и культура Китая. Токио, 1977.

## Список научных трудов
1. История культуры древнего Китая (яп. 中国古代文化史). Кэмбунся, 1988.
2. Изучение истории древнекитайской общественной мысли (яп. 中国古代思想史研究). Кэмбунся, 1987.
3. Изучение философии конфуцианства (яп. 儒家思想研究). Кэмбунся, 1986.
4. Изучение идеологии Ста школ (яп. 諸子思想研究). Кэмбунся, 1987.
5. Исследование «Ши-цзина» (яп. 詩経研究). Кэмбунся, 1986.
6. Исследование «Чу цы» (яп. 楚辞研究). Кэмбунся, 1986.
7. Исследование надписей на костях и бронзе (яп. 甲骨・金文研究). Кэмбунся, 1989.